# Les Malheurs de Sophie (film, 1979)
Pour les articles homonymes, voir Les Malheurs de Sophie (homonymie).
Pour plus de détails, voir Fiche technique et Distribution.
Les Malheurs de Sophie est un film français réalisé par Jean-Claude Brialy, tourné en 1979 et sorti en salles en 1981. Il met en images le roman homonyme de la comtesse de Ségur.

## Synopsis
Petite fille de six ans, Sophie s'ennuie dans le château de ses parents. Elle enchaîne de nombreuses bêtises malgré son cousin Paul, lui-même victime des mauvais tours de la fillette. Mais sa mère, Madame du Réan, sévère éducatrice, lui pardonne régulièrement.

## Fiche technique
- Producteurs : Antenne 2 et Franco American Films
- Réalisateur : Jean-Claude Brialy
- Adaptateur et scénariste : Luc Béraud
- Directeur de la photographie : Jean-François Robin
- Musique : Jean-Jacques Debout
- Chant : Chantal Goya
- Décors : Michel François et Pierre Voisin
- Costumes : Monique Plotin

## Distribution
- Paprika Bommenel : Sophie
- Frédéric Mestre : Paul
- Sandra Gula : Camille
- Carine Richard : Madeleine
- Sophie Deschamps : Madame du Réan
- Michel Larivière : Monsieur du Réan
- Annie Savarin : Rosalie, la gouvernante des enfants
- Philippe Roussel : Lambert, le palefrenier
- Claire Mirande : Madame d'Auber

## Tournage
Le film a été tourné à l'été 1979, au château de la Lorie à La Chapelle-sur-Oudon (Maine-et-Loire). Montré à la télévision le 31 décembre 1979 et le 1er janvier 1980, il est sorti en salles le 25 mars 1981, distribué par Gaumont. Il fut diffusé au Québec les 7 et 14 février 1981 à la Télévision de Radio-Canada.
Diffusé assez rarement, le film a été projeté en septembre 2020 au château de la Lorie, lors des Journées du patrimoine.